# Ludia antanosarum
Ludia antanosarum är en videväxtart som beskrevs av René Paul Raymond Capuron och Herman Otto Sleumer. Ludia antanosarum ingår i släktet Ludia och familjen videväxter. Inga underarter finns listade i Catalogue of Life.